# Coût cible
Le coût cible (target costing) est une méthode prospective d'analyse des coûts d'un produit qui s'appuie sur l'étude des fonctions attendues par les consommateurs (clients) de ce produit. 
L'idée est de chercher à faire coïncider le coût relatif nécessaire à la production des différentes caractéristiques du produit avec l'importance relative accordée par le client aux différentes fonctions remplies par ces caractéristiques.
Cette méthode de calcul de coût permet donc de faire le lien entre la comptabilité analytique et le marketing. 
Les coûts cibles doivent être scénarisés de telle sorte à s'assurer de l'efficience de l'offre marketing et des économies d'échelle générées.

## Enjeux de la méthode des coûts cibles
La méthode des coûts cibles permet de diminuer les coûts de production en partant de l'idée que les clients peuvent préférer un produit moins cher mais adapté à leurs besoins.
Le marketing doit se rapprocher de la comptabilité analytique pour s'assurer que celui-ci n'oublie pas son rôle initiateur dans la performance de l'entreprise. Il est préférable en effet de tout de suite s'assurer la faisabilité d'une offre et de son marketing-mix, mais en comparant ce coût cible de production au coût de revient. 
Cette méthode est capable d'évaluer la participation des coûts cibles dans la couverture des coûts fixes de l'entreprise comme outil stratégique de choix des offres marketing. 

## Caractéristiques de la méthode des coûts cibles
Généralement la méthode nécessite une étude de marché (une enquête) révélant les préférences des clients pour des fonctions.
Il est nécessaire ensuite de valoriser le coût de production (par toutes méthodes de comptabilité analytique) de chaque fonctions. Initiateur des frais de commercialisation le service marketing peut utiliser les coûts de production comme indicateur d'évaluation des économies d'échelle réalisables par l'augmentation des ventes. 
Il faut enfin établir un coût cible (de production) d'une offre qui soit à la fois efficiente et adaptée aux goûts de la clientèle.
L'analyse est finalisée par la comparaison de ce coût de production cible par le calcul du coût de revient correspondant. C'est-à-dire la comparaison du niveau de couverture des frais fixes par les ventes en incluant les frais de commercialisation. 